# Dyscia permutata
Dyscia permutata là một loài bướm đêm trong họ Geometridae.